# 裸電球 (曲)
「裸電球」（はだかでんきゅう）は、中村中の6枚目のシングル。

## 概要
2007年11月21日に発売された。CDとCD+DVDの2形態が同時リリースされている。
2枚目のアルバム『私を抱いて下さい』の先行シングルとして発表された。

## 収録曲
1. 裸電球
前作「リンゴ売り」の主人公が行き着く先として、アンサーソング的な位置付けとなる。アルバム『私を抱いて下さい』ではアルバムバージョンとしてアウトロが長いバージョンが収録されている。
2. 真夜中のシンデレラ
待ち合わせを断られた女性の心境をテーマにした曲。ちなみに、アルバム『私を抱いて下さい』では楽曲「AM零時」の後に収録されているが、本人曰く「シンデレラは12時過ぎにいてはいけないんだけど、いるという設定」という遊び心で曲順を決めたという。

DVD
1. 裸電球 [MUSIC CLIP] … Dir.川村ケンスケ
2. 裸電球 (インストゥルメンタル) [MUSIC CLIP]